# Lars Ahlfors
Lars Valerian Ahlfors (ngày 18 tháng 4 năm 1907 - ngày 11 tháng 10 năm 1996) là một nhà toán học sinh ra ở Phần Lan, nổi tiếng với đóng góp của ông trong lĩnh vực các mặt Riemann và giải tích phức.
Ahlfors sinh ra tại Helsinki, Phần Lan. Mẹ ông, Sievä Helander, chết lúc ông mới sinh. Cha của ông, Axel Ahlfors, là một giáo sư ngành kỹ thuật tại Đại học Công nghệ Helsinki. Gia đình Ahlfors nói tiếng Thụy Điển, do đó, đầu tiên cậu bé theo học một trường tư, nơi tất cả các lớp học đã được giảng dạy bằng tiếng Thụy Điển. Ahlfors học tại Đại học Helsinki từ năm 1924, tốt nghiệp năm 1928 có theo học Ernst Lindelöf và Rolf Nevanlinna. Ông đã giúp Nevanlinna vào năm 1929 với công việc của mình trên phỏng đoán Denjoy về số lượng các giá trị tiệm cận của một hàm toàn bộ. Ông đã hoàn thành tiến sĩ của trường Đại học Helsinki vào năm 1930.